# (37370) 2001 VM9
2001 VM9 (asteroide 37370) é um asteroide da cintura principal. Possui uma excentricidade de 0.16752910 e uma inclinação de 2.01824º.
Este asteroide foi descoberto no dia 9 de novembro de 2001 por LINEAR em Socorro.